# Condado de Darnius
El condado de Darnius es un título nobiliario español, concedido por el rey Carlos II, el 30 de marzo de 1692, a favor de Miguel Taberner y Ardena, maestre de campo y caballero de la Orden de San Juan de Jerusalén.
La denominación del título se refiere al municipio de Darnius en la provincia de Gerona.

## Historia de los condes de Darnius
- Miguel Taberner y Ardena, I conde de Darnius.[1]

- Oleguer Taberner y Ardena (Barcelona (1667-1726), II conde de Darnius, barón de Montroig y cartógrafo.[2]

Sin descendencia, le sucedió su hermano:
- Bernardino Ignacio Taberner y Ardena, III conde de Darnius.[3]

Casó en 1727 con María Antonia Códol. Sucedió su hijo:
- Bernardino Luis de Taberner Códol (1732-7 de marzo de 1794), IV conde de Darnius,[3] gentilhombre de cámara del rey, coronel comandante en Barcelona,[5] y académico de la Real Academia de Buenas Letras de Barcelona.

Contrajo matrimonio el 26 de mayo de 1756, en Guadalajara, con Josefa Joaquina González de la Cámara y Andrade (n. Molina de Aragón, 1729), VI marquesa de Villel.
- María Bernardina de Taberner Darnius de Ardena (baut. Barcelona, 26 de diciembre de 1761-Sarriá, 19 de octubre de 1834[6]), V condesa de Darníus,[7] VII marquesa de Villel,[5] y condesa de Illas.

Casó el 11 de  julio de 1784, en Barcelona con Juan Antonio Fivaller y Bru (1758-3 de enero de 1846), I duque de Almenara Alta, barón de Castellar, barón de Montroig, señor de Almenara Alta, señor de Margalef, regidor perpetuo de Molina de Aragón. Era hijo de Juan Antonio Fivaller de Clasquerí y Rubí Torres (m. 1799), señor de Almenara Alta y de Margalef, y de su esposa María Antonia de Bru y Descátllar de Besora, señora del castillo de Tona y de la Cuadra de Pedralba. Le sucedió su hijo:
- Juan Antonio de Fivaller y Taberner (Barcelona, 27 de junio de 1785-Ciudadela, 22 de junio de 1874), VI conde de Darníus, VIII marqués de Villel,[5] II duque de Almenara Alta,[7] y conde de Illas, barón de Montroig.

Casó el 19 de junio de 1807 con María de la Soledad Centurión y Orovio, X marquesa de la Lapilla, IX marquesa de Monesterio y IX duquesa de Centurión en Nápoles, hija de Nicolás Cayetano Centurión Vera y Moctezuma, IX marqués de la Lapilla, VIII marqués de Monesterio y VIII duque de Centurión en Nápoles, y de su mujer María de la Soledad Centurión y Orovio, VI marquesa de Paredes. Le sucedió su hija en 1875:
- María de las Mercedes Fivaller y Centurión (Palma de Mallorca, 27 de abril de 1818-11 de octubre de 1886),[11] VII condesa de Darnius,[12][4] XII marquesa de la Lapilla,[9] X marquesa de Monesterio,[13] VII marquesa de Paredes.

Casó el 19 de marzo de 1842, en Ciudadela, con Gabino Martorell y Martorell, III marqués de Albranca. Sucedió su hijo a quien su madre cedió el título en 1879.
- Bernardino de Martorell y Fivaller (Ciudadela, 21 de diciembre de 1847-Madrid, 16 de febrero de 1909), VIII conde de Darnius, X marqués de Villel,[5] XIII marqués de la Lapilla desde 1901,[9] grande de España, caballero de la Orden de Calatrava y maestrante de Valencia.

Sucedió su sobrino, hijo de su hermano Ricardo Martorell y Fivaller, V duque de Almenara Alta, y de Ángela Téllez-Giron y Fernández de Córdoba:
- Juan Antonio Martorell y Téllez-Girón (Madrid, 12 de octubre de 1899-Madrid, 1 de mayo de 1941), IX conde de Darnius.[15]

Sucedió su sobrina, hija de su hermano, Francisco de Borja Martorell y Téllez Girón, y de su esposa María de los Dolores Castillejo y Wall, que convalidó el título en 1951:
- María Soledad de Martorell y Castillejo (8 de julio de 1924-Madrid, 6 de agosto de 2022[17]), X condesa de Darnius,[18][16] XIII marquesa de Villel,[5][19] VIII duquesa de Almenara Alta,[7]  XII marquesa de Monesterio en 1951,[16][a] XVI marquesa de la Lapilla,[9] XVIII duquesa de Escalona,[16] VIII marquesa de Albranca,[16] XI marquesa de Paredes y XIX marquesa de Villena.

Casó en 1948 con Juan Pedro de Soto y Domecq (Jerez de la Frontera, 1907- Madrid, 19 de agosto de 2004), caballero de la Real Maestranza de Caballería de Sevilla, hijo de Fernando de Soto y González de Aguilar Ponce de León, XII marqués de Arienzo, IV conde de Puerto Hermoso y XI marqués de Santaella, y de María del Carmen Domecq y Núñez de Villavicencio. Le sucedió en 1974, por distribución, su hija:
- María del Carmen de Soto y Martorell (n. 25 de mayo de 1952), XI condesa de Darnius,[16][24] IX duquesa de la Almenara Alta y XIV marquesa de Villel.

Casó el 30 de enero de 1975, en Jerez de la Frontera, con Francisco Maestre y Osorio, VI marqués de los Arenales, padres de Soledad, María del Carmen y Francisco Maestre y Soto.